# Brankovanove, Berezivka
Brankovanove (în ucraineană Бранкованове) este un sat în comunei Ciohodarivka din raionul Berezivka, regiunea Odesa, Ucraina.

## Demografie
Componența lingvistică a localității Brankovanove
     Ucraineană (85,83%)
     Română (10,08%)
     Rusă (3,27%)
     Alte limbi (0,27%)
Conform recensământului din 2001, majoritatea populației localității Brankovanove era vorbitoare de ucraineană (85,83%), existând în minoritate și vorbitori de română (10,08%) și rusă (3,27%).